# جوردن هيل (مغنية)
جوردن هيل (بالإنجليزية: Jordan Hill)‏ هي مغنية أمريكية، ولدت في 17 أبريل 1978 في نوكسفيل في الولايات المتحدة.

## وصلات خارجية
- الموقع الرسمي
- جوردن هيل على موقع ميوزك برينز (الإنجليزية)
- جوردن هيل على موقع أول ميوزيك (الإنجليزية)
- جوردن هيل على موقع ديسكوغز (الإنجليزية)